# Night and Day (film, 2010)
Pour les articles homonymes, voir Knight and Day.
Pour plus de détails, voir Fiche technique et Distribution.
Night and Day (Knight and Day), ou Nuit et Jour au Québec et au Nouveau-Brunswick, est un film américain réalisé par James Mangold, sorti en 2010.
Ce film marque les retrouvailles entre Tom Cruise et Cameron Diaz, neuf ans après Vanilla Sky de Cameron Crowe.

## Synopsis
Roy Miller (Tom Cruise), un agent secret de la CIA en cavale, protège un très jeune et génial scientifique qui a inventé une mini-batterie à la puissance immense. Mais l'objet est hautement convoité par plusieurs équipes de malfaiteurs. Dans une de ses cavales, Miller rencontre à l'aéroport June Havens (Cameron Diaz), une jeune femme ordinaire, qui se retrouve aussitôt impliquée malgré elle dans une série d'aventures très violentes où Miller est constamment menacé, à la fois par les mafias et par la police qui le recherche activement.

## Fiche technique
- Titre : Night and Day
- Titre original : Knight and Day
- Titre québécois : Nuit et Jour
- Réalisation : James Mangold
- Scénario : Patrick O'Neill
- Direction artistique : Greg Berry, Jeff Wisniewski
- Décors : Andrew Menzies
- Costume : Arianne Phillips
- Photo : Phedon Papamichael
- Montage : Quincy Z. Gunderson, Michael McCusker
- Musique : John Powell
- Production : Todd Garner, Cathy Konrad, Steve Pink, Joe Roth
  - Production déléguée : Arnon Milchan, E. Bennett Walsh
- Sociétés de production : New Regency Pictures, Regency Enterprises, Road Rebel, Tree Line Films, 20th Century Fox, Wintergreen Productions
- Société de distribution : 20th Century Fox
- Budget : 117 millions de dollars[1]
- Pays de production :  États-Unis
- Langue originale : anglais
- Format : couleur - 2.35:1 - 35 mm
- Durée : 110 minutes (version longue : 117 minutes)
- Dates de sortie :
  - États-Unis : 23 juin 2010
  - France : 28 juillet 2010

## Distribution
| |  |  |
| Les acteurs principaux Tom Cruise et Cameron Diaz à la première londonienne du film, en juillet 2010. |  |  |

- Tom Cruise (VF : Jean-Philippe Puymartin[2] et VQ : Gilbert Lachance) : Roy Miller
- Cameron Diaz (VF : Barbara Tissier[2] et VQ : Camille Cyr-Desmarais) : June Havens
- Peter Sarsgaard (VF : Alexandre Cross[2] et VQ : Antoine Durand) : John Fitzgerald
- Jordi Mollà (VF : Féodor Atkine[2] et VQ : Sébastien Dhavernas) : Antonio Quintana
- Viola Davis (VF : Pascale Vital[2] et VQ : Johanne Garneau) : Isabel George
- Paul Dano (VF : Julien Bouanich[2] et VQ : Sébastien Reding) : Simon Feck
- Falk Hentschel (VQ : Guillaume Champoux) : Bernhard
- Marc Blucas (VF : Bruno Choël[2] et VQ : Jean-François Beaupré) : Rodney
- Lennie Loftin : Braces
- Maggie Grace (VQ : Viviane Pacal) : April Havens
- Rich Manley : Danny
- Dale Dye (VF : Richard Leblond) : Frank Jenkins
- Celia Weston (VQ : Louise Rémy) : Molly
- Gal Gadot (VF : Juliette Degenne) : Naomi
- Jack A. O'Connell : Wilmer
- Trevor Loomis : Eduardo
- Nilaja Sun : Allison
- Tommy Nohilly : Randy
- Taylor Treadwell : Agent
- Christian Finnegan : Agent de voyage
- Brian Dykstra : Agent de sécurité
- Brian Tarantina : Homme à la casse
- Natasha Paczkowski : Petra le tailleur
- Jerrell Lee : Paul le pompier
- Matthew Lawler : Passant
- Ronn Surels : Steward
- Eric Robert Bradshaw Bennett : Routier
- Scott Wahle et Sara Underwood : Journalistes
- Helen L. Welsh : Voisine
- King Orba : Contrebandier
- Michael Enright : Ingénieur ferroviaire
- Adam Gregor : Cuisinier dans le train
- Mitch E. Bowan : Ambulancier
- Gerald T. Carbajal : Docteur dans le couloir

## Production

### Titres du film
Avant le tournage, ce projet cinématographique est initialement intitulé Wichita et Trouble Man. Il règne également une confusion de titrage à cause de la proximité entre le titre français Night and Day et le titre original Knight and Day ; ce film se trouve présenté sous ces deux titres selon les sources.
Knight and Day est le premier titre donné à ce film aux États-Unis, mais le « K » de « Knight » a été supprimé notamment en France. Le titre original est un jeu de mots avec Knight qui est le nom d'un des personnages principaux, mais qui signifie aussi chevalier. Dans le film, une petite figurine de chevalier médiéval dissimule un temps la mini-batterie. Knight et night ont la même prononciation en anglais. Night and Day signifie Nuit et Jour, qui est aussi le titre québécois du film.

### Tournage
Le tournage a commencé à la mi-septembre 2009 à Boston, Bridgewater, Danvers et New Bedford, dans l'État du Massachusetts. L'équipe s'est également rendue en Espagne (à Séville et Cadix) pour des extérieurs, ainsi qu'à Salzbourg en Autriche.
Une des dernières scènes est censée se passer pendant les fêtes de San Fermin en Espagne et l'on entend d'ailleurs la fameuse chanson de San Fermin. Or San Fermin est la fête de Pampelune au nord ouest de l'Espagne et non pas la fête de Séville qui se trouve à l'extrême sud de l'Espagne. C'est à Pampelune qu'on lâche les taureaux dans les rues et pas à Séville. Le film est l'occasion de mettre en scène des cascades où les voitures se pourchassent au milieu de l'encierro (lâcher de vaches dans les rues), et montre des collisions entre les taureaux et les véhicules, qui se retrouvent au milieu de l'arène.

## Bande originale

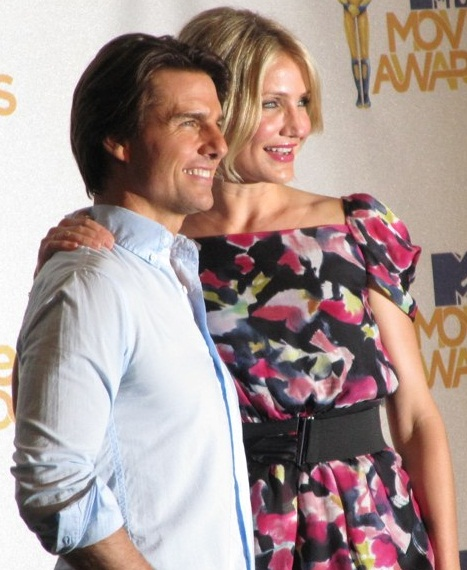
Les acteurs principaux Tom Cruise et Cameron Diaz aux MTV Movie Awards 2010.

La bande originale comporte la liste non exhaustive suivante :
- The Kingsmen : Louie Louie
- Gotan Project : Santa Maria
- Gotan Project : Diferente
- Scorpions : Rock You Like a Hurricane
- Hall and Oates : Private eyes
- Hot Toothpaste : Workin' all night
- The Sonics : Shot down
- The driver : Tales of old street fighters
- Christopher Cross : Ride like the wind
- The Black Eyed Peas : Someday
- José Reyes y Los Reyes : L'Amour d'un jour
- Muse : Stockholm Syndrome et uprising dans la bande annonce

## Autour du film

### Remake
Le film a fait l'objet d'un remake indien en 2014 sous le titre Bang Bang!.